# Madame Duvaucey

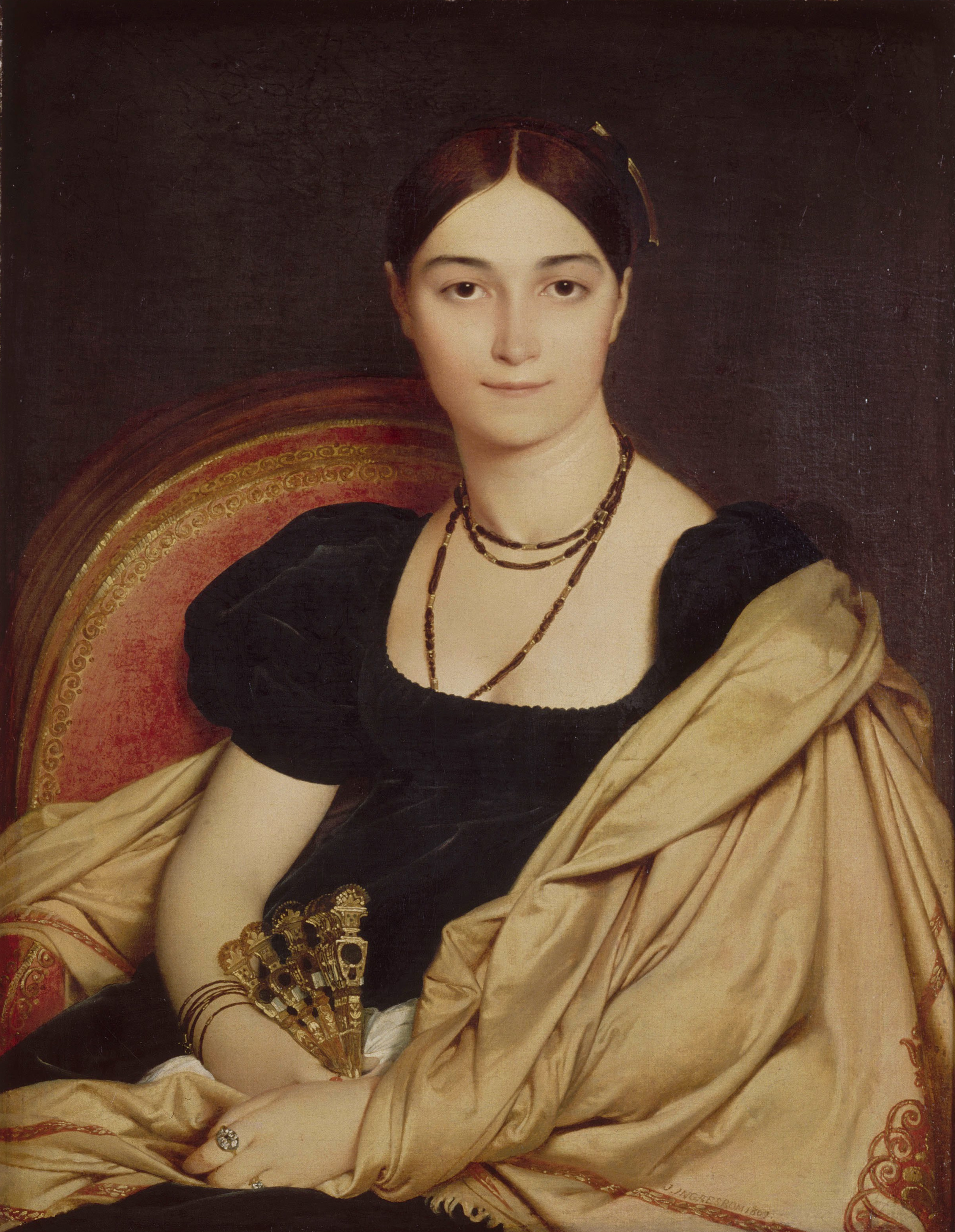
Retrato de Madame Duvaucey, 76 x 59 cm. Jean-Auguste-Dominique Ingres.

El retrato de Madame Duvaucey es un óleo sobre tela de 1807 de Jean-Auguste-Dominique Ingres. Muestra a Antonia Duvauçey de Nittis, amante de Charles-Jean-Marie Alquier, entonces embajador francés ante la Santa Sede. Duvaucey aparece sentada en un espacio plano, mirando de frente al espectador, vestida con un lujoso atuendo y accesorios. Es el primer retrato femenino pintado durante la estancia del artista en Roma. El retrato de Madame Duvaucey fue aclamado por exhibir un encanto enigmático, y por ser "no un retrato que da placer..[sino]...un retrato que hace soñar".

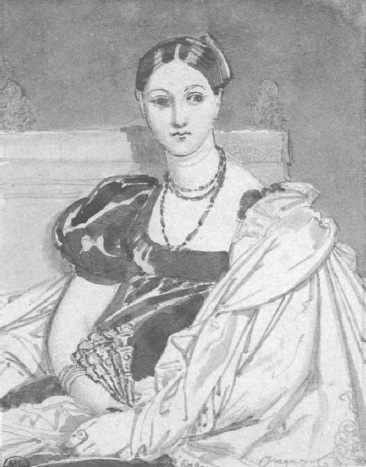
Ingres, Estudio para el retrato de Madame Duvaucey. Grafito y tiza negra.

Duvaucey mira directamente al espectador con una sonrisa astuta y sugerente. Sobre un fondo gris, la perspectiva del retrato es muy plana en general. Está enmarcada por el movimiento hacia dentro de la silla Luis XVI en rosa y oro, y el amplio mantón amarillo pálido bordado en rojo. La retratada sostiene un pequeño y caro abanico de encaje y oro, se aprecian tres anillos en las partes visibles de las manos, y porta un collar y varias pulseras finos de oro y carey.
Propio de los retratos femeninos de Ingres, su anatomía parece casi deshuesada. Sus brazos no guardan proporción, con su brazo izquierdo, a la derecha del espectador, mucho más largo que el otro. Su cuello es demasiado alargado y fino. En un preludio a sus posteriores pinturas de odaliscas, sus rasgos parecen casi arabescos. El crítico contemporáneo Théophile Gautier escribió que "no hay ninguna mujer que M. Ingres haya pintado, sino una semejanza de la antigua Quimera, en vestido Imperio.

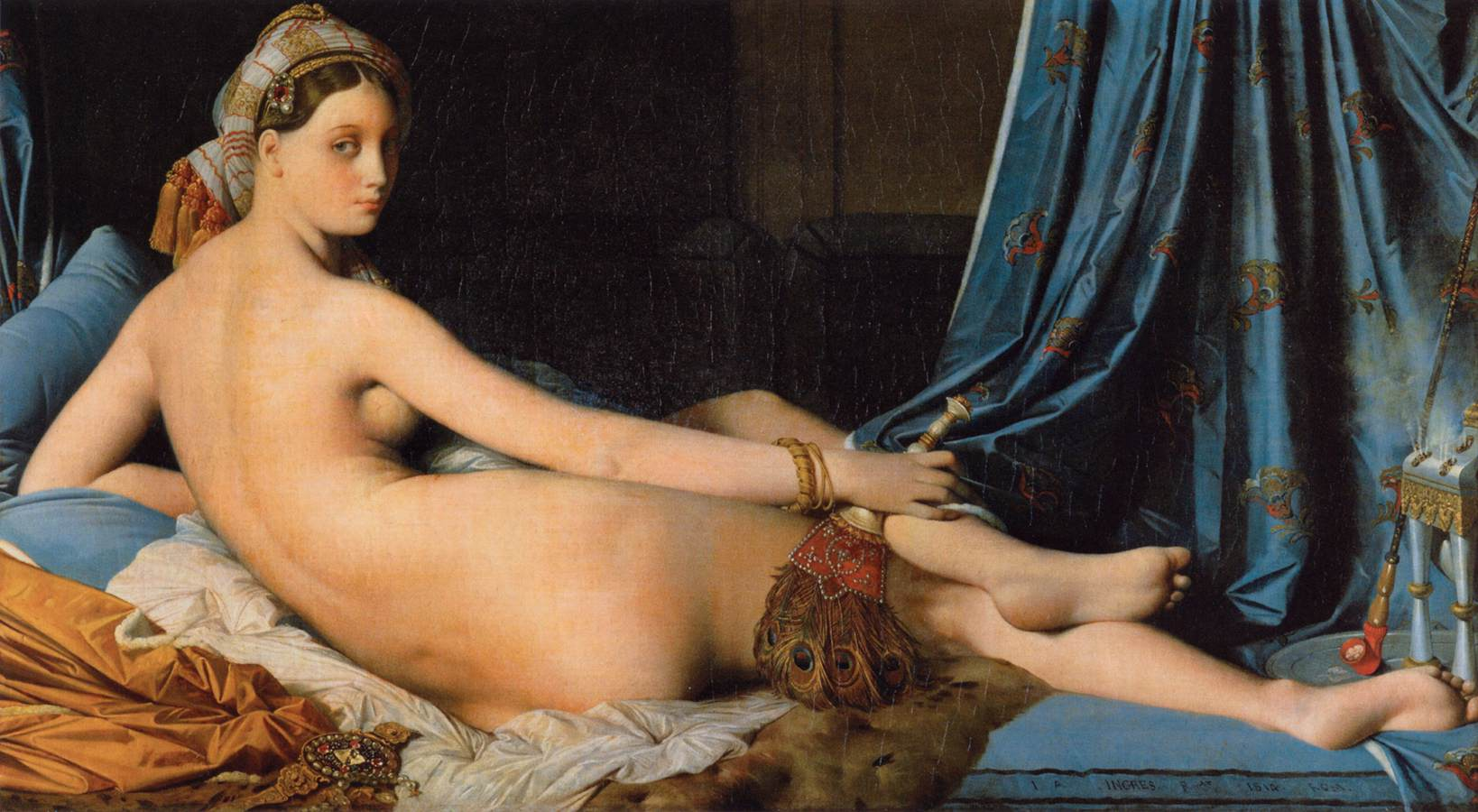
La gran odalisca, 1814.

Ingres cobró 500 francos por el encargo. Fue exhibido en el Salón de 1833 y otra vez en el de 1855, y aunque algún crítico renegó de su "calidad seca, sin sombras, y..la anatomía defectuosa", la pintura fue un gran éxito - la obra más aclamada en el Salón de 1833- y suscitó la admiración de crítica y público. Ingres fue ampliamente alabado, especialmente por su habilidad con el contorno y su "religión de la forma". Es hoy visto como uno de los principales retratistas decimonónicos.
Cuarenta años después de su conclusión, Duvaucey necesitaba dinero urgentemente, y visitó a Ingres en París para vender la pintura. Ingres la reconoció, y encontró un comprador en Fredric Reisit, cuya colección se convirtió en el Musée Condé, Chantilly donde la pintura permanece.